# Oak Island (Nowa Szkocja)

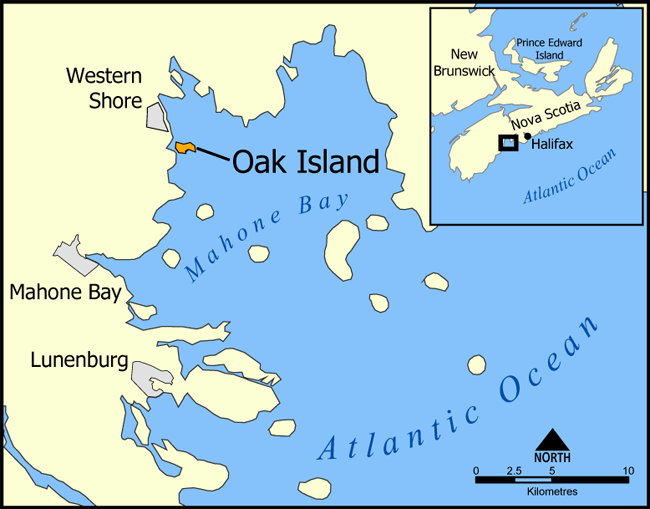
Oak Island, Nowa Szkocja

Oak Island – niewielka (1,6 km długości, 1 km szerokości, pow.0,57 km²) wysepka u wybrzeży Nowej Szkocji w Kanadzie (44°31′00″N, 64°17′57″W). Jest jedną z 360 wysp i wysepek w obszernej zatoce Mahone Bay Oceanu Atlantyckiego. Najwyższy punkt wysepki sięga 11 m n.p.m. Wyspa Dębów znana jest z powodu znajdującej się tam Studni Pieniędzy (ang. Money Pit) – miejsca eksplorowanego przez licznych poszukiwaczy skarbów. Dzisiaj wyspa jest własnością prywatną, a zwiedzanie jej wymaga uzyskania zgody na wstęp.

## Historia

### Odkrycie
W roku 1857 gazeta „Liverpool Transcript” doniosła, że w roku 1795 grupka nastolatków odkryła na wyspie tajemniczą studnię o średnicy trzech metrów, zasypaną ziemią i gruzem. Obok rósł rozłożysty dąb, a do znajdującego się wprost nad „studnią” obciętego konaru przymocowana była zmurszała ze starości talia okrętowa. Przekonani o znalezieniu skarbu słynnego pirata angielskiego Williama Kidda, straconego w Londynie w roku 1701, chłopcy zaczęli kopać. Na głębokości około metra natrafili na warstwę płaskich kamieni, a 3 metry głębiej na drewniany pomost z dębowych bali 10-centymetrowej grubości. Chłopcy zauważyli, że na ścianach szybu wyraźnie widać ślady po uderzeniach narzędzi górniczych. Po kolejnych 3 metrach odkryli następny dębowy pomost i zrezygnowali z dalszych poszukiwań.

### Dzika eksploracja
Po nich kopali inni. W roku 1803 przybyła podobno na Wyspę Dębów firma Onslow Company, której pracownicy dokopali się do głębokości 27 metrów i 43 centymetrów znajdując co 3 metry pokłady z bali, a na 12., 15. i 18. metrze warstwy węgla drzewnego i włókna kokosowego. Zgodnie z kolejnym artykułem prasowym na około 27. metrze kopacze znaleźli spory kamień z jakimiś napisami. W pewnym momencie szyb wypełnił się wodą do poziomu 10 metrów. W związku z tym, że pompowanie nic nie dawało (poziom wody pozostawał taki sam) Onslow Company wycofała się z dalszych poszukiwań.
W 1849 roku znalazło się kilku zainteresowanych, którzy założyli Truro Company (z tego czasu pochodzi pierwszy dokument, świadczący o tym, że Truro Co. odkupiła prawa do poszukiwań od właścicieli gruntów na wyspie, wśród których było co najmniej dwóch z trzech pierwszych odkrywców) i zaczęli ponowną eksplorację z zastosowaniem urządzeń wiertniczych. Według ówczesnych relacji wiertło przebiło na 30. metrze kolejną platformę, tym razem świerkową, 30-centymetrową wolną przestrzeń, 56-centymetrową warstwę „metalowych wiórów”, 10-centymetrową warstwę dębu, kolejną warstwę świerka, aż wreszcie w pokład gliny, który wiercono do głębokości 210 cm. Wiertłu udało się, po pokonaniu tych warstw, dotrzeć do komory, w której znajdowały się jakieś skrzynie, niestety, niezwykle wysoki przypływ zniszczył zaporę, którą zbudowano w poprzek zatoki graniczącej z Money Pit, a Truro Company nie miała już pieniędzy na kontynuowanie prac. Kolejne ekspedycje nie odnalazły wspomnianych skrzyń, a jedynie jeszcze bardziej zniszczyły (poszerzając otwór i kopiąc szyby oboczne) drogę do rzekomego skarbu.
Późniejsi eksploratorzy zbudowali podobną tamę w zatoczce Smith’s Cove (dzisiaj śladów tej tamy nie widać), by zapobiec zalewaniu szybu przez morze, i odkryli ponoć skośne tunele zbudowane po to, by morze broniło ukrytego skarbu.
Doniesienia o XVIII-wiecznym odkryciu i pierwszych znaleziskach nie są niczym potwierdzone. Nie zachowało się żadne znalezisko, a pierwsze informacje na piśmie to zgoda władz prowincji na eksplorację z roku 1849 i wzmiankowany powyżej artykuł prasowy z roku 1857. Zawarte w nim informacje są nie do zweryfikowania. Późniejsze wzmianki pochodzą z gazety „Novascotian” i z „Historii hrabstwa Lunenburg”, ale powielają one jedynie to, co pisał „Liverpool Transcript”.

### Badania udokumentowane
W latach 1861–1864 szukała skarbu Oak Island Association, która ostatecznie spowodowała zawalenie się dna szybu do znajdującej się poniżej pustej kawerny. Po eksplozji parowego kotła urządzenia do wypompowywania wody i wyczerpaniu się funduszy firma zrezygnowała. Jedynym osiągnięciem tej ekspedycji poszukiwawczej było wydobycie z głębokości 68 metrów kawałka pergaminu, na którym widniały litery „V I”, ale pergamin ten również zaginął.
Dalsze badania prowadzono w latach 1866, 1893, 1909, 1931, 1935-1936 i 1959 – poszukiwacze wydrążyli kilka (lub nawet kilkanaście) dodatkowych szybów w pobliżu pierwszego-oryginalnego, ale wszystkie usiłowania zakończyły się porażkami. Na dodatek wydobywany urobek zwalany był byle gdzie i byle jak, przez co zmieniło się całkowicie otoczenie pierwotnego miejsca poszukiwań. Wśród poszukiwaczy byli ludzie tej miary co John Wayne czy Franklin Delano Roosevelt.
W roku 1965 przemysłowiec Robert Dunfield wydzierżawił wyspę, sprowadził wielką koparkę i rozkopał cały rejon w promieniu 30 metrów i do głębokości 43 metrów. Nie znalazł nic, a spowodował tylko, że dzisiaj nie sposób powiedzieć, gdzie znajdował się dawny szyb.
Kolejna ekspedycja oznajmiła, że w 1969 roku kamera telewizyjna opuszczona do nowo odkrytej kawerny pokazała zarysy jakichś „skrzyń”, ludzkie szczątki, narzędzia. Obraz był jednak zamazany i słabo czytelny. Wkrótce potem szyb zawalił się ponownie i prace zostały zaprzestane.
W kwietniu 2006 roku grupa amerykańskich biznesmenów z Michigan zakupiła wyspę za nieznaną kwotę i zapowiedziała odnalezienie skarbu, ale dopiero 15 lipca 2010 roku otrzymała od władz prowincji Nova Scotia zezwolenie na prowadzenie poszukiwań.
Według niektórych źródeł jedynym człowiekiem, który przypuszczalnie znalazł cokolwiek wartościowego w Szybie Skarbów, był niejaki James Pitblado. W 1849 roku podniósł coś z dna wykopu i schował do kieszeni. Jeszcze tego samego dnia opuścił wyspę, nie zdradzając nikomu, co znalazł. Później usiłował kupić Wyspę Dębów, jednak podobno zginął w wypadku w kopalni.

## Historia czy legenda?
Woda skutecznie broni dostępu do skarbu po dziś dzień. Nie pomaga technika komputerowa ani najnowszej generacji maszyny górnicze. Badania przy pomocy podwodnych sond z kamerami wniosły niewiele nowego. Istnieje wiele teorii na temat tego, co zostało ukryte w tajemniczej studni – od skarbu templariuszy, poprzez piratów, hiszpańskich żeglarzy, angielskie wojska kolonialne po przegranej wojnie o niepodległość Stanów Zjednoczonych, a nawet po sekrety kosmitów. Najdziwaczniejszą jest teoria zakładająca, że zrobił to angielski filozof Francis Bacon, by ukryć dokumenty dowodzące, że to on był autorem dzieł Szekspira.
Naukowcy poproszeni o wydanie opinii rozprawili się najpierw z legendą o rzekomych kanałach skonstruowanych przez budowniczych studni celem zalewania jej przez morze. Ich zdaniem skały, na których leży całe wschodnie wybrzeże Nowej Szkocji, są wyjątkowo porowate, pełne podwodnych jaskiń i kanałów. Zalewanie jest więc całkowicie naturalne i miałoby miejsce nawet wtedy, gdyby postawić zaporę w samym ujściu zatoki Mahone.
Jednocześnie jednak potwierdziło się dziwne doniesienie o włóknie kokosowym znalezionym na kilku poziomach szybu. Otóż dokładne badania wykazały, że na jednej z plaż wyspy znajdują się pod piaskiem całe pokłady tego włókna. Jego pochodzenie jest niewiadome i może być zarówno naturalne (niesione prądem morskim orzechy kokosowe z dalekich Karaibów), jak i odludzkie (w pobliżu wyspy rozbił się statek z ładunkiem kopry).
Entuzjaści są przekonani o prawdziwości relacji i o tym, że ktoś ukrył skarb na Wyspie Dębów, przy czym swe przekonanie opierają głównie na XIX-wiecznych, w większości niepotwierdzonych opowieściach. Sceptycy odrzucają prawdziwość całej historii argumentując, że do dzisiaj nic nie znaleziono, a legend o ukrytych skarbach jest wiele. (w roku 2020 odnaleziono kilka przedmiotów w sieci jaskiń na owej wyspie, sięgają one roku 1200 do 1900 roku.) Racjonaliści sądzą, że – jeśli pierwsza relacja jest prawdziwa – to talia okrętowa mogła służyć zarówno do opuszczenia skarbu w głąb studni, jak i do jego wydobycia, czyli, że skarb – nawet jeśli był – dawno został z wyspy zabrany. Zainteresowani sprawą naukowcy uważają (patrz „Linki zewnętrzne – Critical Enquiry”), że cała sprawa jest mistyfikacją dokonaną dla zdobycia pieniędzy ze sprzedaży licencji na dokonywanie poszukiwań.